# Агафонов, Юрий Петрович
Юрий Петрович Агафонов (17 июля 1940, Мехонское, Челябинская область — 9 января 2023, Курган) — советский и российский журналист и писатель-документалист, главный редактор курганской областной общественно-политической газеты «Новый мир» (1996—1998).

## Биография
Юрий Петрович Агафонов родился 17 июля 1940 года в семье военнослужащего в селе Мехонском Мехонского сельсовета Каргапольского района Челябинской области, ныне село входит в Шатровский муниципальный округ Курганской области.
В 1956 году окончил Шадринское ремесленное училище № 3.
Трудовую деятельность начал в 1956 году слесарем-ремонтником Мехонской МТС.
Работал слесарем на заводе № 521, город Барнаул.
В 1958—1959 годах работал мотористом-компрессорщиком и помощником бурового мастера в геологоразведочных и гидрогеологических партиях в Таджикской ССР.
С 1959 по 1962 год служил в Советской Армии в Закавказском военном округе. В 1960 году окончил школу сержантского состава медицинской службы в городе Тбилиси.
С 1963 года работал в средствах массовой информации.
В 1963—1971 годах — литсотрудник, заведующий отделом, а в 1971—1973 годах главный редактор шумихинской районной газеты «Знамя труда».
В 1966 году вступил в КПСС. В 1990 году добровольно вышел из партии.
С 1967 года член Союза журналистов СССР, после распада СССР —  Союза журналистов России. Был председателем ревизионной комиссии Курганской областной организации Союза журналистов.
В 1970 году окончил Курганский государственный педагогический институт по специальности «История и обществоведение».
В 1971—1973 годах — собственный корреспондент по северо-западной зоне, в 1973—1989 годах — ответственный секретарь, заведующий отделом курганской областной общественно-политической газеты «Советское Зауралье».
В 1989—1992 годах — руководитель пресс-службы в Курганском областном совете профсоюзов, редактор еженедельной газеты «Профсоюзы и время».
В 1992—1994 годах — директор издательства «Грани».
До 1994 года совершил три круиза — вокруг Японии, вокруг Европы и по Дунаю, побывал в 17 странах. После встречи в Индии с йогами стал неравнодушен к йоге.
С марта по июль 1994 года — редактор газеты «Информационный вестник».
С июля 1994 года по 1996 год — редактор курганской областной общественно-политической газеты «Зауралье».
С 1996 года по 1 ноября 1998 года — главный редактор курганской областной общественно-политической газеты «Новый мир».
С 1999 по 2003 год работал в управлении федеральной почтовой связи Курганской области: заведующий пресс-центром и редактор газеты «Почта для всех». Одновременно редактировал газету «Патриот Зауралья» областного совета РОСТО (ДОСААФ).
Неоднократно публиковал в центральных изданиях статьи и очерки о знатных людях Зауралья.
Избирался депутатом четырёх созывов Октябрьского районного Совета депутатов города Кургана, членом комиссии содействия загрантуризму при Курганском областном Совете профсоюзов, членом Курганского областного Совета РОСТО (ДОСААФ), членом президиума Курганского областного Совета ветеранов войны, труда, Вооруженных Сил и правоохранительных органов.
С конца 1980-х годов занимался литературной деятельностью в жанре документальная проза. Автор восемнадцати книг.
С 2000 года член Российского союза профессиональных литераторов.
Юрий Петрович Агафонов умер 9 января 2023 года после продолжительной тяжёлой болезни в городе Кургане Курганской области. Прощание было 11 января в траурном доме «Реквием», проспект Машиностроителей, 38, корпус Е.

## Книги
- Агафонов Ю.П. Колокол «Скнемвара» слышит «Россия» : история колхоза «Россия» Шатров. р-на Курган. обл.. — Челябинск: Юж.-Урал. кн. изд-во, 1989. — 288 с. — 10 000 экз. — ISBN 5-7688-0392-0.[7]
- Кто есть кто в Курганской области : Биогр. справ. / Книга подготовлена творческой группой в составе: Г. Д. Грановский (руководитель), Ю.П, Агафонов (редактор), Ю.К, Айзов, П.Б. Овсянников, В.И. Паниковский, М.Н. Ромасенко. — Курган: ИПП Зауралье, 1994. — 349 с. — 5000 экз. — ISBN 5-87247-050-9.[8]
- Агафонов Ю.П. Юговка: время. Люди. Книги : к 90-летию Курганской областной универсальной научной библиотеки им. А. К. Югова. — Шадринск: Исеть, 2002. — 167 с. — ISBN 5-7142-0442-5.
- Агафонов Ю.П. Рожденные летать : док. очерк. — Курган: ИПП Зауралье, 2005. — 181 с. — ISBN 5-87247-385-0.
- Агафонов Ю.П. ОСОАВИАХИМ. ДОСААФ. РОСТО. Традициям верны / редакционная коллегия: А. П. Потанин (председатель) ; научные консультанты: В. В. Пундани, В. В. Усманов. — Курган: Зауралье, 2006. — 219 с. — 1000 экз. — ISBN 5-87247-440-7.
- Агафонов Ю.П. Металлы. Люди. Жизнь / оргкомитет: С. А. Панфилов (председатель) и др. — Курган: Зауралье, 2008. — 188 с. — 500 экз. — ISBN 978-5-87247-489-0.
- Агафонов Ю.П. Связь в Зауралье. — Курган: Зауралье, 2009. — 215 с. — ISBN 978-5-87247-517-0.
- Агафонов Ю.П. Будем помнить, 1945-2010. — Куртамыш: Куртамышская тип., 2010. — 133 с. — ISBN 978-5-98271-137-3.
- Агафонов Ю.П. Звезды укажут путь. — Курган: Дамми, 2010. — 160 с. — 250 экз. — ISBN 978-5-89506-077-3.
- Агафонов Ю.П. Быть эхом русского народа : очерк. — Куртамыш: Куртамышская типография, 2010. — 47 с. — ISBN 978-5-98271-155-1.
- Агафонов Ю.П. Этапы большого пути : Пенсионному фонду России - двадцать лет. — Шадринск: Шадринский Дом Печати, 2010. — 187 с. — ISBN 978-5-7142-1270-3.
- Агафонов Ю.П. Путешествие в 1812 год. — Курган: Шадринский Дом Печати, 2012. — 219 с. — 1000 экз. — ISBN 978-5-7142-1438-7.
- Агафонов Ю.П. Взгляд через столетие : книги, читатели, судьбы. — Курган: Зауралье, 2012. — 174 с. — 1000 экз. — ISBN 978-5-905960-08-6.
- Агафонов Ю.П. Белые ангелы. — Курган: Зауралье, 2015. — 198 с. — 1000 экз. — ISBN 978-5-9905587-6-2.
- Агафонов Ю.П. По жизни, как по вздыбленной дороге, проскакал на розовом коне. — Курган: Литпроект, 2020. — 173 с. — 200 экз.

## Награды
- Медаль «За трудовую доблесть»
- Медаль «Ветеран труда»
- Медаль «75 лет ОСОАВИАХИМ-ДОСААФ-РОСТО»
- Медаль ФНПР «100 лет профсоюзам России»
- Диплом Администрации (Правительства) Курганской области в номинации «Документалистика»
- Благодарственное письмо Губернатора Курганской области
- Лауреат областного и Всероссийского конкурсов журналистов
- Лауреат журналистской премии им. Я. Пурица
- Биография включена в энциклопедию «Журналисты России. XX-XXI»

## Семья
- Жена Раиса Николаевна, учительница английского языка в школе № 10 города Кургана.
  - Дочь Марина, логопед
  - Сын Андрей, журналист